# Oliveto Lario
Oliveto Lario (Ulivee in dialetto lecchese, pronuncia fonetica IPA: /uliˈvee/), è un comune italiano sparso di 1 150 abitanti della provincia di Lecco in Lombardia, nato dalla fusione nel 1927 di tre comuni distinti: Vassena, Limonta ed Onno. Curiosamente è diviso tra due diocesi diverse: Milano e Como. Mentre Vassena fa parte della diocesi di Como e segue il rito romano, Onno e Limonta appartengono all'arcidiocesi di Milano e seguono il rito ambrosiano.
Il comune di Oliveto Lario si trova lungo la strada litoranea che va da Lecco a Bellagio. È uno dei due comuni (con Valmadrera) della provincia di Lecco situati sulla sponda occidentale del ramo di Lecco del Lario.

## Storia
È nato nel 1927 dall'unione di tre località distinte (e che un tempo costituivano dei comuni autonomi): Onno, Vassena, Limonta, che tutt'oggi sono le tre frazioni principali del comune. Il territorio comunale comprende anche le aree montane sopra le tre frazioni principali, rispettivamente: San Giorgio, Alpetto e Limontasca.
Il centro della frazione di Onno si trova ai piedi di un alto dirupo chiamato Sasso di Onno. Un tempo faceva parte della pieve della Vallassina ed il suo nucleo storico era situato più a sud, nei pressi della chiesetta di Sant'Anna, ancora esistente, fino al 1896, quando un'alluvione lo distrusse.
La frazione più settentrionale, Limonta, è di origini più antiche: nell'anno 835 l'imperatore Lotario I donò quel territorio agli abati della basilica di Sant'Ambrogio a Milano, i quali successivamente ottennero in dono anche la contigua Civenna (decreto di Carlo il Grosso datato 880) e Campione d'Italia (sul Lago di Lugano). Pur tra alterne vicende, questo feudo costituì per otto secoli un'isola giurisdizionale circondata dal territorio dello Stato di Milano, cioè una specie di microstato semi-indipendente, la cui fine avvenne il 10 settembre 1797 nell'epoca napoleonica, con l'annessione del territorio alla Repubblica Cisalpina.
La frazione centrale, Vassena, dove si trova il municipio , pare fosse una terra pressoché disabitata finché, verso l'anno Mille, venne fondata da alcuni contadini e pescatori, provenienti da Mandello del Lario, affacciata sulla riva opposta del lago; essi in precedenza già si recavano a Vassena per coltivare i loro terreni, attraversando i pochi chilometri di lago, con le tipiche barche a remi poi denominate Lucie. Di conseguenza Vassena fu per secoli una dipendenza degli abitanti di Mandello, prima di diventare un comune indipendente, poi confluito in quello di Oliveto Lario.

## Monumenti e luoghi d'interesse

### Architetture religiose

#### Chiese di Limonta
- Chiesa dei Santi Ambrogio e Bernardo (XIV-XVII secolo)[6]
- Santuario della Madonna del Moletto (XVII secolo)[7]
- Chiesa di San Dionigi (1930)[8]
- Ex-chiesa di San Rocco[9]

#### Altre chiese
- Chiesa dei Santi Nazaro e Celso (XVIII secolo), a Vassena[10]
- Chiesa di Sant'Anna (XI-XVI secolo), a Onno[11]
- Chiesa di San Pietro Martire (XVIII secolo), a Onno[12]
- Chiesa della Madonna del Carmine a Vassena[13]

#### Cappelle
- Cappella dell'Immacolata Concezione[14]
- Cappella in Via Caduti per la Patria[15]

### Architetture civili
- Casa dei Disciplini[16]
- Casa del Lupo[17]
- Villa La Dorda (1937), a Vassena[18]
- Villa La Quiete (1925), a Onno[19]
- Lavatoio di Limonta[20]

### Architetture militari
- Muraglione di Limonta[21]

## Società

### Evoluzione demografica
Comune di Vassena
- 155 abitanti nel 1751
- 154 abitanti nel 1771
- 180 abitanti nel 1803
- annessione a Onno nel 1809
- 280 abitanti nel 1853
- 313 abitanti nel 1861
- 326 abitanti nel 1881
- 335 abitanti nel 1901
- 384 abitanti nel 1921

Abitanti censiti

La coltura dell'ulivo, dal quale deriva il nome del comune, è ancora oggi ben viva e frutta oltre 200 quintali annui di olive, utilizzati per produrre un olio lombardo assai pregiato.

## Infrastrutture e trasporti

### Ferrovie
Oliveto Lario non è servita da alcuna linea ferroviaria; le stazioni più vicine sono quelle di Lierna, Olcio, Mandello del Lario che distano circa 2-3 km, sulla sponda Lecchese, poste sulla linea secondaria Lecco-Sondrio. Il comune avrebbe dovuto essere collegato dalla Asso-Bellagio un prolungamento della Milano-Asso gestita delle FNM, che fu più volte progettata ma mai realizzata e nelle frazioni di Oliveto Lario (Onno, Vassena e Limonta) sarebbero sorte tre stazioni.

## Amministrazione

### Gemellaggi
- Friedberg

### Altre informazioni amministrative
Fa parte della Comunità montana Lario Orientale - Valle San Martino.